# Lantana (film)
Lantana is een Australische dramafilm uit 2001 onder regie van Ray Lawrence.

## Verhaal
De Australische politie-inspecteur Leon Zat bedriegt zijn vrouw. Zij gaat stiekem op consultatie bij een psychiater die haar echtgenoot verdenkt van een homoseksuele relatie met een patiënt. Als de psychiater op een dag verdwijnt, krijgt Zat de zaak toegewezen. Zijn maîtresse vermoedt dat haar buurman iets te maken heeft met de onrustwekkende verdwijning.

## Rolverdeling
- Anthony LaPaglia: Leon Zat
- Rachael Blake: Jane O'May
- Kerry Armstrong: Sonja Zat
- Manu Bennett: Steve Valdez
- Melissa Martinez: Lisa
- Nicholas Cooper: Sam Zat
- Marc Dwyer: Dylan Zat
- Leah Purcell: Claudia Wiss
- Barbara Hershey: Dr. Valerie Somers
- Geoffrey Rush: John Knox
- Peter Phelps: Patrick Phelan
- Ashley Fitzgerald: Eleanor
- Vince Colosimo: Nik Daniels
- Daniella Farinacci: Paula Daniels
- Keira Wingate: Hannah Daniels